# Ricky Taylor
Ricky Taylor (Surrey, Engeland, 3 augustus 1989) is een Amerikaans autocoureur. In 2017 en 2020 werd hij kampioen in de Prototype-klasse van het IMSA SportsCar Championship. In 2017 en 2021 won hij de 24 uur van Daytona, en in 2017 won hij ook de 12 uur van Sebring. Zijn vader Wayne Taylor en broer Jordan Taylor zijn eveneens autocoureurs.

## Carrière
Taylor groeide op in Florida, aangezien zijn vader in de jaren '90 actief was in het IMSA GT Championship. Hij nam deel aan verschillende kartingcompetities, waarna hij in diverse klasses van de Skip Barber Racing School reed. In 2006 werd hij kampioen in het zuidelijke kampioenschap, voordat hij in 2007 tweede werd in het nationale kampioenschap.
In 2008 debuteerde Taylor in de 24 uur van Daytona voor Wayne Taylor Racing, het team van zijn vader. Samen met zijn vader, Max Angelelli, Michael Valiante eindigde hij als vijfde in de Daytona Prototype-klasse. Later dat jaar nam hij in de Rolex Sports Car Series ook deel aan de race op de Virginia International Raceway voor het team Beyer Racing, samen met Jared Beyer en Andy Wallace. Verder reed hij de laatste zes races van het seizoen samen met Burt Frisselle voor Doran Racing, met een vijfde plaats als beste resultaat. In 2009 werd hij een van de vaste coureurs bij Beyer Racing. Zijn beste klasseringen kwamen aan het eind van het seizoen, waarin hij op het Circuit Gilles Villeneuve, het Miller Motorsports Park en de Homestead-Miami Speedway respectievelijk vierde, achtste en negende werd. Hierdoor werd hij elfde in het Prototype-kampioenschap.
In 2010 werd Taylor in de Rolex Sports Car Series de vaste coureur van Wayne Taylor Racing. Samen met Max Angelelli won hij de race op Lime Rock Park en behaalde hij in totaal zeven podiumplaatsen. Ook werd hij zesde in de 24 uur van Daytona. Het duo eindigde als tweede in de DP-klasse, achter de Chip Ganassi Racing van Scott Pruett en Memo Rojas, die negen van de twaalf races wonnen. In 2011 behaalden de twee coureurs drie zeges: een op Lime Rock en een op zowel de lange als de korte layout van Watkins Glen International. In totaal stonden zij acht keer op het podium. In de 24 uur van Daytona werden zij vijfde. Opnieuw eindigden zij achter Pruett en Rojas als tweede.

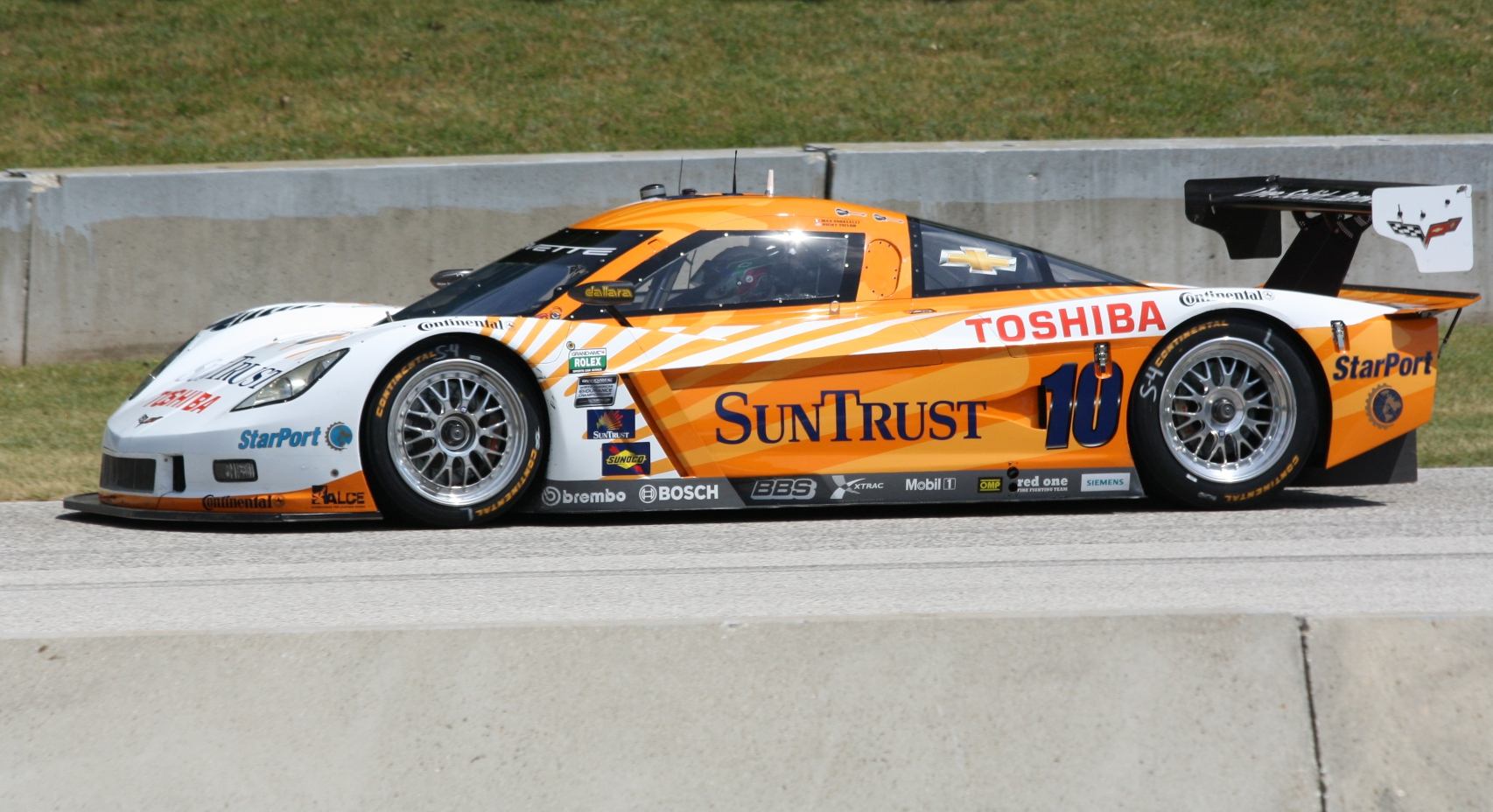
Ricky Taylor op Road America in 2012.

In 2012 wonnen Taylor en Angelelli wederom drie races in de Rolex Sports Car Series, ditmaal op Homestead, het New Jersey Motorsports Park en Lime Rock, en in totaal behaalden zij zeven top 5-finishes. Daartegenover stonden ook vijf uitvalbeurten, waardoor zij niet verder kwamen dan de zesde plaats in de eindstand. Tevens werd Taylor dat jaar ook uitgenodigd om deel te nemen aan de Gold Coast 600, een V8 Supercars-race gehouden op Surfers Paradise, als co-coureur van Greg Ritter. Enkele honderden meters na de start was hij echter betrokken bij een ongeluk, waardoor hij de race niet uit kon rijden.
In 2013 stapte Taylor binnen de Rolex Sports Car Series over naar het team Spirit of Daytona Racing, waar hij de auto deelde met Richard Westbrook. Zijn beste resultaat dat jaar was een derde plaats op het Barber Motorsports Park en in totaal eindigde hij vier keer in de top 5. Hierdoor werd hij zevende in de eindstand. Dat jaar maakte hij tevens zijn debuut in de 24 uur van Le Mans, waarin hij samen met Julien Canal en Patrick Bornhauser in de GTE Am-klasse voor Larbre Compétition vijfde werd.
In 2014 werd de Rolex Sports Car Series vervangen door het IMSA SportsCar Championship. Taylor keerde hierin terug naar het team van zijn vader en kreeg zijn broer Jordan als teamgenoot. Zij behaalden twee zeges op het Belle Isle Park en op Road Atlanta en stonden in totaal zes keer op het podium, waardoor zij achter João Barbosa en Christian Fittipaldi tweede werden in het kampioenschap. In 2015 wonnen de broers twee races op het Stratencircuit Long Beach en op Mosport Park en eindigden hiernaast nog drie keer als tweede. Vanwege mindere resultaten in de overige races kwamen zij echter niet verder dan de zesde plaats in de eindstand.
In 2016 wonnen de broers Taylor drie races in het IMSA SportsCar Championship op Long Beach, Belle Isle en het Circuit of the Americas. Ook werden zij tweede in de 24 uur van Daytona en behaalden zij nog drie andere podiumplaatsen. Mede door een uitvalbeurt in de 12 uur van Sebring kwamen zij echter tekort op de titel en werden zij achter de combinatie van Dane Cameron en Eric Curran en die van Barbosa en Fittipaldi derde in het klassement. Ook keerde Taylor na een jaar afwezigheid terug in de 24 uur van Le Mans, waarin hij voor Corvette Racing samen met Antonio García en Jan Magnussen zevende werd in de GTE Pro-klasse.
In 2017 stapte het team van Wayne Taylor Racing over van een Chevrolet Corvette naar een Cadillac DPi-V.R en bleven de broers Taylor aan in deze auto. Zij begonnen het seizoen met vijf opeenvolgende zeges, waaronder een eerste zege in zowel de 24 uur van Daytona als de 12 uur van Sebring. In de overige races stonden zij nog twee keer op het podium en zij werden voor het eerst kampioen in de Daytona Prototype-klasse. In de 24 uur van Le Mans reed Taylor voor het team Keating Motorsport, waarin hij samen met teambaas Ben Keating en Jeroen Bleekemolen twintigste werd in de LMP2-klasse.

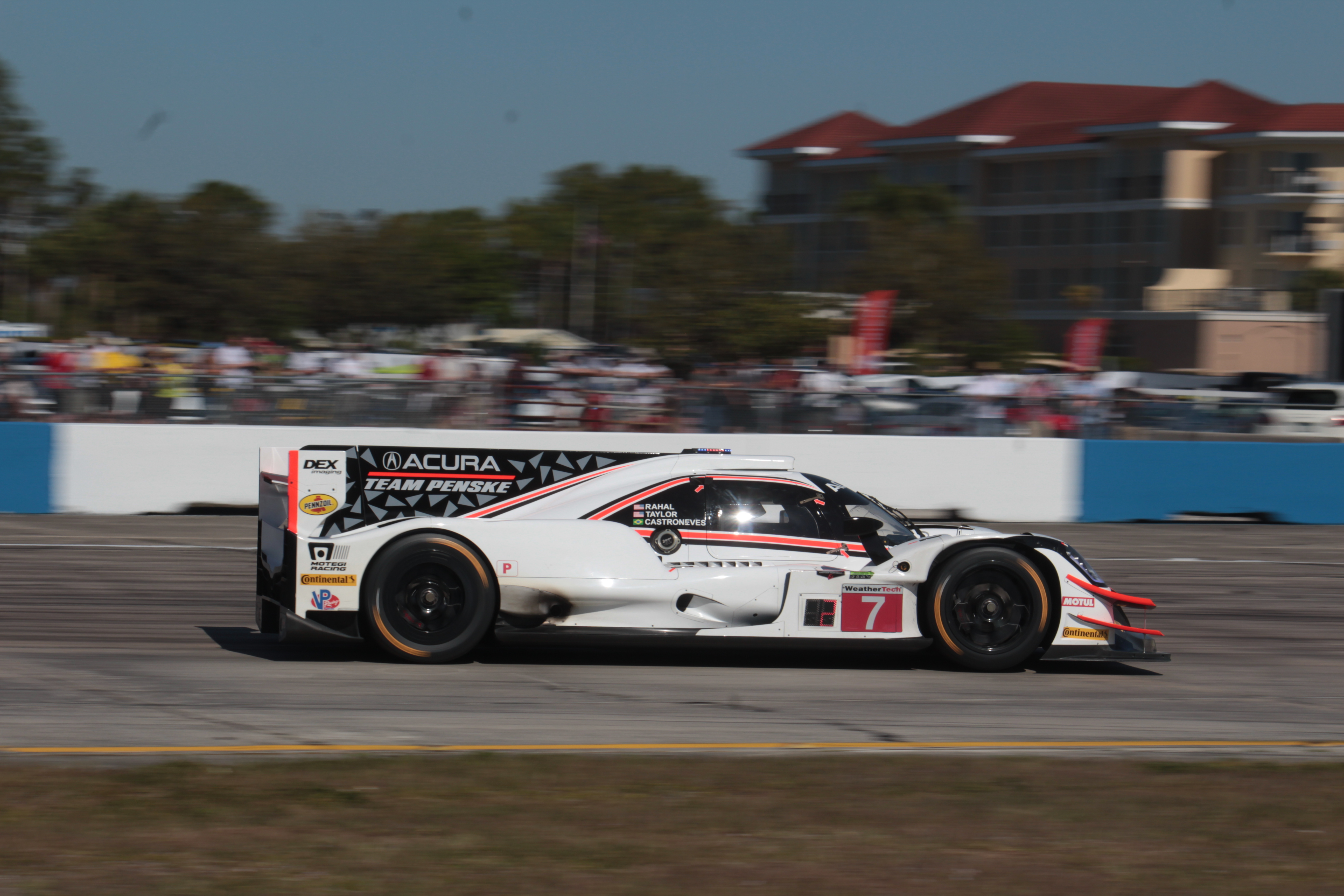
Ricky Taylor in de 12 uur van Sebring in 2018.

In 2018 stapte Taylor binnen het IMSA SportsCar Championship over naar het Acura Team Penske, voor wie hij een Acura ARX-05 deelde met Hélio Castroneves. Het duo behaalde een zege op de Mid-Ohio Sports Car Course en stond ook op Belle Isle op het podium. Zij eindigden het seizoen als zevende in het klassement. In de 24 uur van Le Mans reed Taylor samen met Côme Ledogar en David Heinemeier Hansson in de LMP2-klasse voor Jackie Chan DC Racing, maar wist hij vanwege mechanische problemen de finish niet te halen.
In 2019 wonnen Taylor en Castroneves weliswaar geen races, maar stonden zij wel vijf keer op het podium, waaronder in de 24 uur van Daytona. De twee eindigden achter de inschrijving van Dane Cameron en Juan Pablo Montoya en die van Pipo Derani en Felipe Nasr als derde in het kampioenschap. In de 24 uur van Le Mans reed Taylor wederom voor Jackie Chan DC Racing in de LMP2-klasse, ditmaal samen met Hansson en Jordan King. Opnieuw wist hij de finish niet te bereiken vanwege mechanische pech.

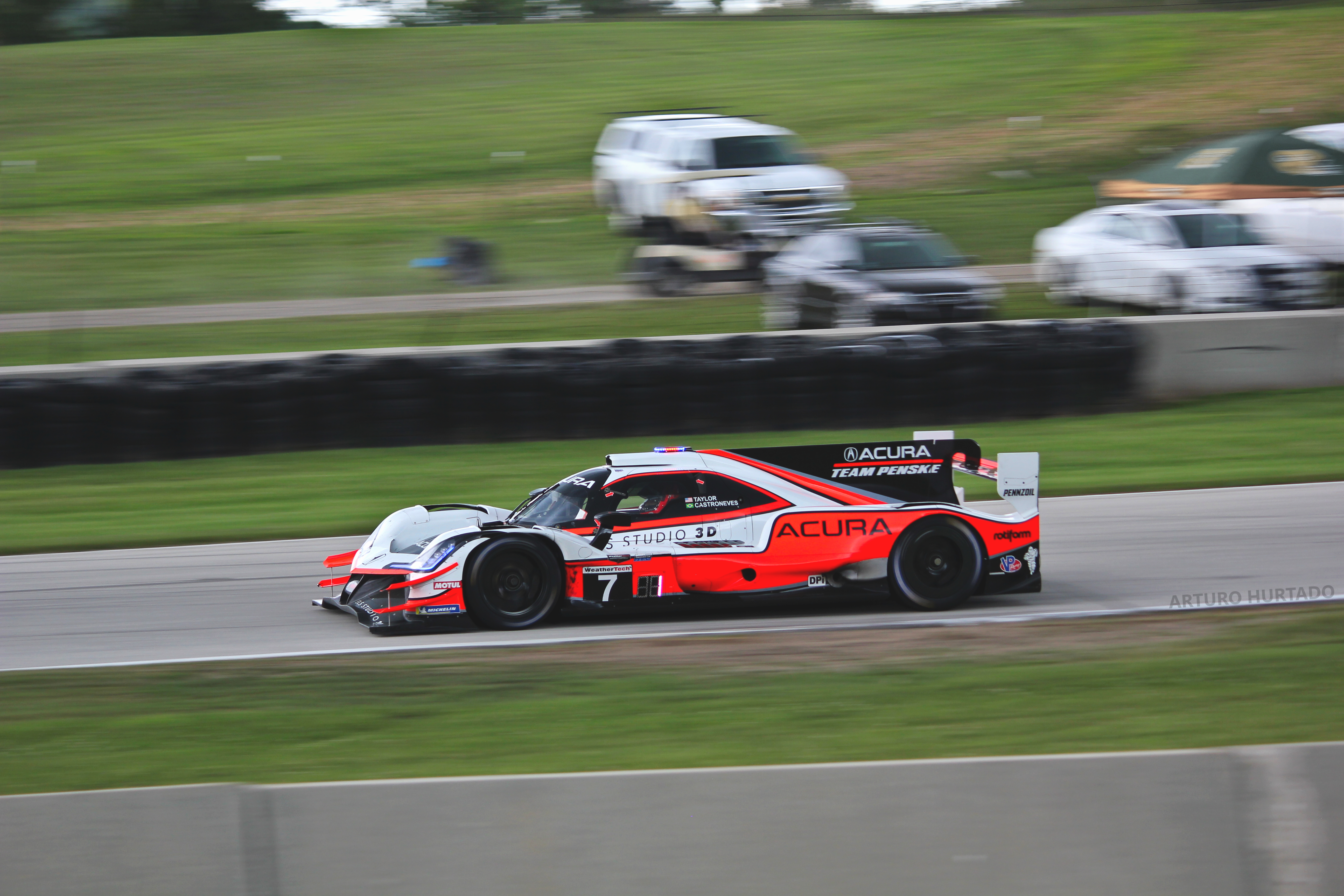
Ricky Taylor op Road America in 2020.

In 2020 wonnen Taylor en Castroneves vier races op Road America, Road Atlanta, Mid-Ohio en Laguna Seca. Hierdoor werden zij met een punt voorsprong op Ryan Briscoe en Renger van der Zande gekroond tot kampioen in de DPi-klasse. In 2021 keerde Taylor terug naar Wayne Taylor Racing, dat inmiddels ook met een Acura reed. Samen met Castroneves, Alexander Rossi en Filipe Albuquerque won hij zijn tweede 24 uur van Daytona. In de rest van het seizoen behaalde hij met Albuquerque nog twee zeges op Mid-Ohio en Laguna Seca. Zij werden achter Derani en Nasr tweede in het eindklassement. Verder keerde Taylor na een jaar terug in de 24 uur van Le Mans, waarin hij voor High Class Racing in de LMP2-klasse reed. Samen met Dennis Andersen en Marco Sørensen werd hij dertiende.
In 2022 wonnen Taylor en Albuquerque vier races op Laguna Seca, Mid-Ohio, Watkins Glen en Road America. Hiernaast behaalden zij echter geen podiumplaatsen meer, waardoor zij achter Tom Blomqvist en Oliver Jarvis opnieuw tweede werden in het kampioenschap. In de 24 uur van Le Mans reed hij samen met Niklas Krütten en Ye Yifei in de LMP2-klasse voor Cool Racing, waarin hij zevende werd. In 2023 begonnen Taylor en Albuquerque het seizoen met een podiumplaats in de 24 uur van Daytona.